# Varză de Bruxelles

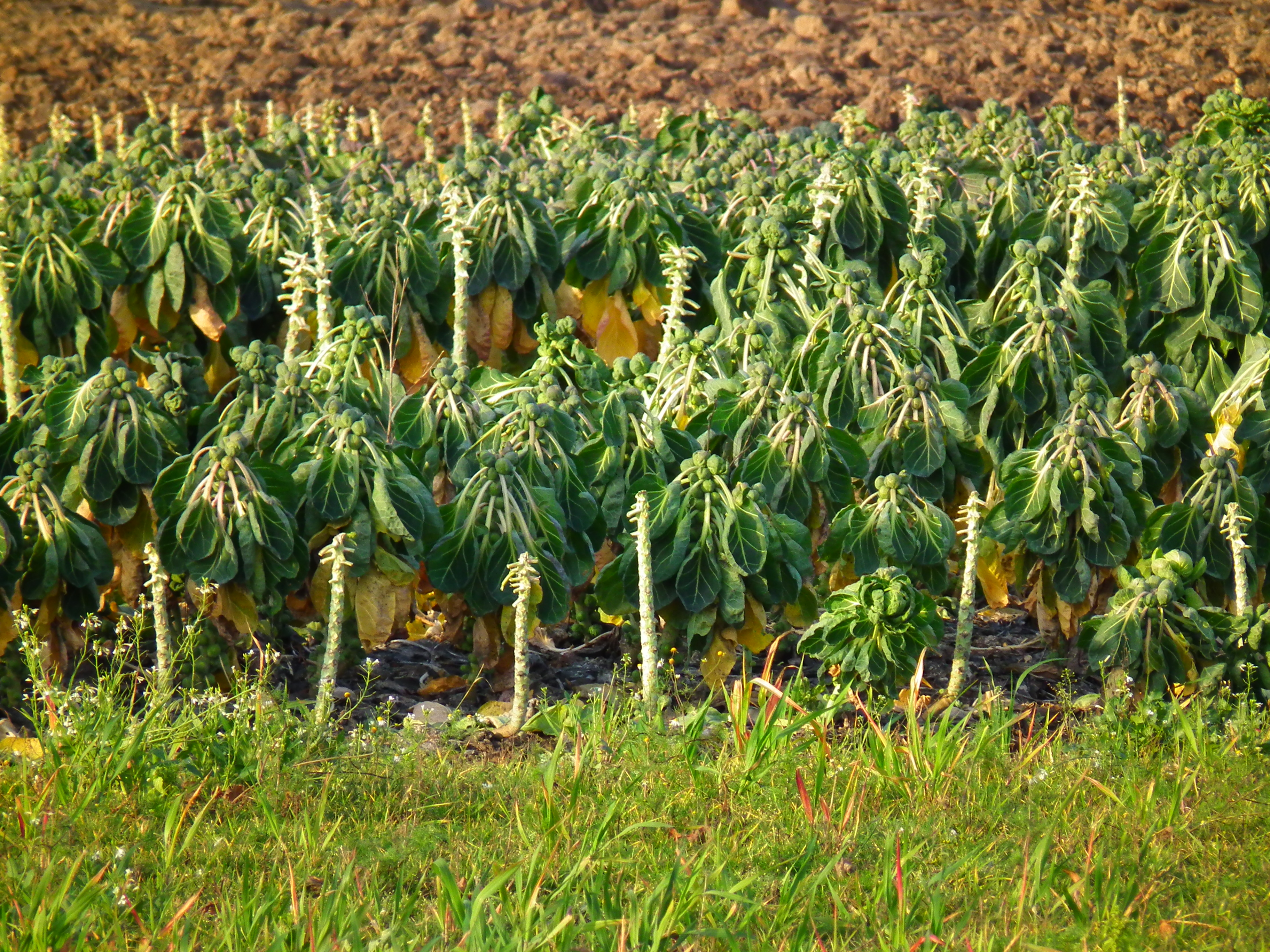
Varza de Bruxelles pe un câmp din Heidelberg

Varza de Bruxelles (latină Brassica oleracea var. gemmifera) este o legumă și o varietate de varză din familia de plante brassicaceae. Această legumă este cultivată pentru mugurii săi comestibili. Pe o tulpină de 50 - 70 cm, se formează, în formă de spirală ascendentă, muguri. Varza de Bruxelles este de mult timp populară în Bruxelles, Belgia, localitate de la care și-a luat numele.

## Nutrienți, fitonutrienți și cercetare
Varza de Bruxelles crudă este compusă 86% din apă, 9% din carbohidrați, 3% din proteine și o cantitate neglijabilă de grăsimi. Într-o cantitate de referință de 100 de grame, acestea asigură un nivel ridicat (20% sau mai mult din aportul zilnic, DV) de vitamina C (102% DV) și vitamina K (169% DV), cu niveluri mai moderate de vitamine din grupa B, cum ar fi vitamina B6, și acid folic; substanțele minerale esențiale și fibrele alimentare se găsesc în cantități moderate spre scăzute (tabel).
Varza de Bruxelles, ca și cu broccoli și alte specii din genul brassica, conțin sulforafan, un fitonutrient aflat în cercetare fundamentală pentru potențialele sale proprietăți biologice. Deși fierberea reduce nivelul de sulforafan, gătirea la aburi, la microunde și prăjirea nu provoacă o pierdere semnificativă.
Consumul în exces de varză de Bruxelles poate să nu fie potrivit pentru persoanele care iau anticoagulante, cum ar fi warfarina, deoarece acestea conțin vitamina K, un factor de coagulare a sângelui. Într-un incident, consumul de prea multă varză de Bruxelles a dus la spitalizare o persoană care urma concomitent o terapie de subțiere a sângelui.

## Utilizare

### Gătitul
Cel mai comun mod de a pregăti varza de Bruxelles începe prin tăierea buchețelelor de pe tulpină. Tulpina în exces se taie, iar frunzele rămase la suprafață se decojesc și se aruncă. După ce se taie și se decojesc, mugurii se prepară de obicei prin fierbere, încălzire la aburi, prăjire înăbușită, la grătar, gătire îndelungată la foc scăzut (slow cooking) sau se coace în cuptor. Acest proces durează până la 45 de minute, iar pentru o gătire uniformă sunt de obicei aleși mugurii de dimensiuni egale. Unii bucătari fac o singură tăietură sau una în formă de cruce în centrul buchețelului pentru a facilita pătrunderea căldurii. Cu toate acestea, o tăietură sub formă de cruce poate să nu fie eficientă, deoarece în general se consideră că aceasta îmbibă cu apă varza în timpul gătitului.
Gătirea excesivă face mugurii cenușii și moi, care apoi dezvoltă o aromă și un miros puternic, care displace unora din cauză că ar fi de usturoi sau ceapă.  Mirosul este asociat cu sinigrina de glucozinolat, un compus de sulf care se simte  puternic. Pentru gust, prăjirea varzei de Bruxelles este o modalitate obișnuită de a o găti pentru a-i spori aroma.  Garniturile sau adaosurile obișnuite includ parmezan și unt, oțet balsamic, zahăr brun, castane sau piper.